# Allatae sunt
Allatae sunt è un'enciclica di papa Benedetto XIV, datata 26 luglio 1755, scritta ai Vescovi orientali, e una delle più lunghe del suo pontificato. In essa il Papa, fra l'altro, autorizza i Siriaci e gli Armeni che assistono alle cerimonie religiose nelle chiese latine a conservare i loro riti; nega ai missionari la facoltà di dispensarli dall'astinenza dai pesci in tempo di digiuno; precisa quando è permessa la Comunione sotto le due specie; illustra l'origine e l'intangibilità del Sanctus Deus, Sanctus Fortis, Sanctus Immortalis, miserere nobis; ribadisce quale dogma di fede la processione dello Spirito Santo dal Padre e dal Figlio (Filioque); indica le regole cui devono attenersi i Missionari che cercano di portare gli Orientali e i Greci all'unione e alla fede cattolica dallo scisma e dagli errori; raccomanda infine l'adozione del Calendario gregoriano.

## Fonte
- Tutte le encicliche e i principali documenti pontifici emanati dal 1740. 250 anni di storia visti dalla Santa Sede, a cura di Ugo Bellocci. Vol. I: Benedetto XIV (1740-1758), Libreria Editrice Vaticana, Città del Vaticano 1993